# Colurostylis stenocuma
Colurostylis stenocuma är en kräftdjursart som beskrevs av Lomakina 1968. Colurostylis stenocuma ingår i släktet Colurostylis och familjen Diastylidae. Inga underarter finns listade i Catalogue of Life.